# 이란 풋살 국가대표팀
이란 풋살 국가대표팀은 이란을 대표하는 풋살 국가대표팀으로 아시아의 풋살 최강국으로 손꼽힌다.

## 대회 경력

### FIFA 풋살 월드컵
8번의 풋살 월드컵 본선에 올라 1992년 대회에서 4위에 입상했고 2016년 대회에서는 3위에 입상하며 아시아 풋살국으로 FIFA 주관 대회 역대 최고 성적을 거두었다.

### AFC 풋살 아시안컵
15번의 AFC 풋살 아시안컵에서 모두 본선에 올라 이 가운데 무려 12번의 대회에서 우승컵을 들어올렸고 2014년 대회에서는 준우승을 차지했고 2006년과 2012년 대회에서는 3위에 입상하면서 아시아 풋살 최강국의 면모를 선보였다.

### 실내 무도 아시안 게임
실내 무도 아시안 게임 5번에 모두 출전하여 금메달을 모두 휩쓸었고 통산 28번의 경기에서 27승 1무라는 난공불락의 기록을 경신하며 AFC 풋살 대회에 이어 실내 무도 아시안 게임에서도 아시아 풋살 최강국의 입지를 더욱 더 단단히 굳히고 있다.

### 서아시아 풋살 선수권 대회
2007년 대회에서는 U-23 대표팀으로 출전하여 3전 전승으로 우승을 차지했고 성인대표팀으로 참가한 2012년 대회에서도 여지없이 4전 전승으로 우승을 차지하며 서아시아 내에서도 최강팀의 면모를 과시했다.

### 풋살 컨페더레이션스컵
리비아에서 열린 2009년 대회에 참가하여 이 대회에서 우승을 차지했지만 나머지 2번의 대회에서는 불참 및 예선 탈락으로 참가하지 못했다.

### 그랑프리 데 풋살
11번의 대회 중 7번의 대회에 출전하여 3번의 대회에서 준우승, 4번의 대회에서 4강에 오르는 등 7번의 대회에서 단 한번의 조별리그 탈락 없이 4강 이상의 성적을 거두었다.

## 주요 경기 기록

### FIFA 풋살 월드컵
| 연도   | 결과    | 경기 | 승   | 무   | 패   | 득점 | 실점 |
| ------ | ------- | ---- | ---- | ---- | ---- | ---- | ---- |
| 1989년 | 불참    | 불참 | 불참 | 불참 | 불참 | 불참 | 불참 |
| 1992년 | 4위     | 8    | 5    | 0    | 3    | 36   | 30   |
| 1996년 | 1라운드 | 3    | 1    | 0    | 2    | 12   | 14   |
| 2000년 | 1라운드 | 3    | 1    | 0    | 2    | 6    | 7    |
| 2004년 | 1라운드 | 3    | 1    | 0    | 2    | 9    | 13   |
| 2008년 | 2라운드 | 7    | 4    | 2    | 1    | 24   | 19   |
| 2012년 | 16강    | 4    | 2    | 1    | 1    | 9    | 8    |
| 2016년 | 3위     | 7    | 2    | 3    | 2    | 22   | 24   |
| 2021년 | 8강     | 5    | 3    | 0    | 2    | 19   | 17   |
| 2024년 | 16강    | 4    | 3    | 0    | 1    | 23   | 10   |
| 합계   | 9/10    | 44   | 22   | 6    | 16   | 160  | 144  |

### AFC 풋살 선수권 대회
| 연도   | 결과   | 경기 | 승 | 무 | 패 | 득점 | 실점 |
| ------ | ------ | ---- | -- | -- | -- | ---- | ---- |
| 1999년 | 우승   | 6    | 6  | 0  | 0  | 90   | 7    |
| 2000년 | 우승   | 6    | 6  | 0  | 0  | 56   | 10   |
| 2001년 | 우승   | 7    | 7  | 0  | 0  | 97   | 13   |
| 2002년 | 우승   | 6    | 6  | 0  | 0  | 61   | 7    |
| 2003년 | 우승   | 6    | 6  | 0  | 0  | 60   | 13   |
| 2004년 | 우승   | 7    | 7  | 0  | 0  | 81   | 12   |
| 2005년 | 우승   | 8    | 6  | 1  | 1  | 58   | 15   |
| 2006년 | 3위    | 5    | 4  | 0  | 1  | 46   | 12   |
| 2007년 | 우승   | 6    | 6  | 0  | 0  | 50   | 9    |
| 2008년 | 우승   | 6    | 6  | 0  | 0  | 48   | 2    |
| 2010년 | 우승   | 6    | 6  | 0  | 0  | 57   | 9    |
| 2012년 | 3위    | 6    | 5  | 0  | 1  | 45   | 9    |
| 2014년 | 준우승 | 6    | 5  | 1  | 0  | 52   | 8    |
| 2016년 | 우승   | 6    | 6  | 0  | 0  | 48   | 4    |
| 2018년 | 우승   | 6    | 6  | 0  | 0  | 50   | 6    |
| 2022년 | 준우승 | 6    | 5  | 0  | 1  | 39   | 5    |
| 2024년 | 우승   | 6    | 5  | 1  | 0  | 25   | 9    |
| 합계   | 17/17  | 105  | 98 | 3  | 4  | 963  | 150  |

### 실내 무도 아시안 게임
| 연도   | 결과 | 경기 | 승 | 무 | 패 | 득점 | 실점 |
| ------ | ---- | ---- | -- | -- | -- | ---- | ---- |
| 2005년 | 우승 | 5    | 5  | 0  | 0  | 41   | 3    |
| 2007년 | 우승 | 7    | 7  | 0  | 0  | 73   | 12   |
| 2009년 | 우승 | 5    | 4  | 1  | 0  | 64   | 7    |
| 2013년 | 우승 | 5    | 5  | 0  | 0  | 43   | 9    |
| 2017년 | 우승 | 6    | 6  | 0  | 0  | 58   | 11   |
| 합계   | 5/5  | 28   | 27 | 1  | 0  | 279  | 42   |

## 풋살 컨페더레이션스컵
| 연도   | 결과 | 경기 | 승 | 무 | 패 | 득점 | 실점 |
| ------ | ---- | ---- | -- | -- | -- | ---- | ---- |
| 2009년 | 우승 | 4    | 4  | 0  | 0  | 15   | 4    |
| 합계   | 1/1  | 4    | 4  | 0  | 0  | 15   | 4    |

## 그랜드 프라이즈 데 풋살
| 연도   | 결과   | 경기 | 승   | 무   | 패   | 득점 | 실점 |
| ------ | ------ | ---- | ---- | ---- | ---- | ---- | ---- |
| 2005년 | 불참   | 불참 | 불참 | 불참 | 불참 | 불참 | 불참 |
| 2006년 | 불참   | 불참 | 불참 | 불참 | 불참 | 불참 | 불참 |
| 2007년 | 준우승 | 6    | 4    | 0    | 2    | 19   | 17   |
| 2008년 | 불참   | 불참 | 불참 | 불참 | 불참 | 불참 | 불참 |
| 2009년 | 준우승 | 6    | 4    | 1    | 1    | 26   | 22   |
| 2010년 | 4위    | 6    | 3    | 1    | 2    | 24   | 15   |
| 2011년 | 4위    | 6    | 4    | 0    | 2    | 22   | 13   |
| 2013년 | 3위    | 5    | 2    | 1    | 2    | 15   | 16   |
| 2014년 | 3위    | 4    | 3    | 0    | 1    | 25   | 11   |
| 2015년 | 준우승 | 5    | 4    | 0    | 1    | 23   | 8    |
| 합계   | 7/10   | 38   | 24   | 3    | 11   | 154  | 102  |

## 같이 보기
- 이란 축구 국가대표팀
- 이란 여자 축구 국가대표팀
- 풋살
- UEFA 풋살 챔피언스리그